# Shattered Horizon
Shattered Horizon là một game bắn súng góc nhìn thứ nhất được hãng Futuremark Games Studio đồng phát triển và phát hành. Trò chơi được phát hành độc quyền vào ngày 4 tháng 11 năm 2009 trên Microsoft Windows thông qua Steam.

## Lối chơi
Shattered Horizon thuộc thể loại bắn súng góc nhìn thứ nhất, đặt người chơi chiến đấu trong tình trạng không trọng lực được bao quanh bởi những phần còn lại của cơ sở hạ tầng quỹ đạo Trái Đất bị hỏng và hàng tỷ tấn mảnh vụn đá rơi vào quỹ đạo bởi một vụ nổ lớn trên Mặt Trăng.
Trong Shattered Horizon, người chơi hoàn toàn có quyền tự do di chuyển. Game cho phép người chơi tận dụng tối đa bối cảnh không gian và không trọng lực để thiết lập các chiến thuật và chiến lược không thể thực hiện được trong các tựa game bị hạn chế bởi lực hấp dẫn.

### Bản đồ
Hiện có tám bản đồ được cung cấp cho Shattered Horizon, bốn bản đồ từ sau khi trò chơi phát hành với gói nội dung Moonrise. Các bản đồ này rất đa dạng, từ trạm ISS (ISS) bị hư hại, đến một trạm khai thác trên một tiểu hành tinh (Moondust), hay một tiểu hành tinh hai mặt chứa một trạm nghiên cứu bị bỏ hoang (Flipside), hoặc một khu vực Vòng cung (The Arc). Mỗi bản đồ đều có thể chơi được ở dạng thức tấn công, chiến đấu hoặc giao tranh.
Nhà thiết kế của trò chơi tuyên bố rằng không có trọng lực, người chơi sẽ trải nghiệm lối chơi vừa quen thuộc với người hâm mộ phong cách FPS, vừa khác với bất kỳ trò chơi nào họ đã chơi trước đây.

## Cốt truyện
Shattered Horizon lấy bối cảnh năm 2049. Con người đã trở lại Mặt Trăng và các công ty đưa họ đến đó đang thu về những khoản lợi nhuận khổng lồ. Lòng tham của họ sớm dẫn đến tai nạn khai mỏ lớn nhất trong lịch sử. Một vụ nổ thảm khốc ném hàng tỷ tấn mảnh vụn đá vào không gian gần Trái Đất, dư chấn của nó đe dọa xé nát Mặt Trăng.
Các mảnh vỡ của Mặt Trăng dịch chuyển xung quanh Trái Đất và được gọi là Vòng cung (Arc), được đặt tên theo hình dạng ấn tượng mà chúng vẽ trên bầu trời đêm. Do Trái Đất bị bao quanh bởi các mảnh vỡ, có rất ít cơ hội giải cứu hoặc trở về cho hàng nghìn người mắc kẹt trong không gian.
Các phi hành gia và nhà khoa học của Cơ quan Vũ trụ Quốc tế (International Space Agency viết tắt ISA) bị mắc kẹt trong Trạm Vũ trụ Quốc tế bị đánh sập được giao nhiệm vụ bắt giữ những kẻ gây ra thảm họa. Vũ khí là một trong những nguồn cung cấp cuối cùng được gửi đến trạm trước khi tuyến đường tiếp tế từ Trái Đất bị cắt đứt. Hợp tác xã Khai mỏ Mặt Trăng (Moon Mining Cooperative viết tắt MMC) nhận thấy mình phải đối mặt với những cáo buộc nghiêm trọng sau khi chỉ còn sống sót sau biến động lớn này. Bị cắt rời khỏi Trái Đất, họ coi ISA là mối đe dọa đối với sự tồn vong của mình.
Hai bên bị lôi kéo vào một cuộc xung đột vũ trang. Những trận chiến tuyệt vọng diễn ra trên các địa điểm chiến lược và những nguồn cung cấp ít ỏi từ Trái Đất khiến nó vượt qua được những mảnh vụn. Việc kiểm soát Vòng cung giờ đây có nghĩa là sự khác biệt giữa sự sống còn và cái chết trong khung cảnh lạnh lẽo ngoài không gian.

## Phát triển và phát hành
Shattered Horizon là tựa game đầu tiên của Futuremark Games Studio. Studio được thành lập vào tháng 1 năm 2008 bởi một công ty nổi tiếng với các công cụ kiểm chuẩn cho PC 3DMark và PCMark. Quá trình phát triển được thực hiện dưới dạng tự tài trợ.
Các nhà phát triển của Shattered Horizon đã tuyên bố trong các cuộc phỏng vấn rằng mục tiêu của họ là "tạo ra điều gì đó chưa thực sự được thực hiện" và việc tham gia phát triển trò chơi đã được thảo luận trong công ty rất lâu trước khi nó được công bố rộng rãi.
Trò chơi được trình chiếu lần đầu tiên tại Games Convention 2008 ở Leipzig. Bản preview cái nhìn đầu tiên của GameSpot lưu ý rằng trò chơi có "màn dạo đầu thực sự tuyệt vời" và lối chơi "hứa hẹn sẽ được hưởng lợi" từ màn dạo đầu như trên. Một bản dựng nâng cao hơn đã được giới thiệu tại Gamescom 2009, mà GameSpot nhận thấy rằng "Shattered Horizon là một game bắn súng trực tuyến hấp dẫn có vẻ sẵn sàng thu hút sự chú ý" và "phần điều khiển trong Shattered Horizon rất dễ nắm bắt".
Bản preview chơi trước của Eurogamer từ bản thử nghiệm close beta của trò chơi đã báo cáo rằng "Shattered Horizon có lối chơi trực quan và dễ hiểu ngay lập tức". Bản preview ghi nhận sự chú ý đến từng chi tiết và ý định của nhà phát triển là làm cho bối cảnh trở nên đúng với không gian thực và kết luận rằng "giả sử Futuremark có thể duy trì đà phát triển của nó, đây sẽ là một game bắn súng có thể đạt được quỹ đạo ổn định xung quanh thế giới quê hương của giới game thủ."
Tạp chí Play đã công bố một bản preview chi tiết của trò chơi ca ngợi đồ họa của trò chơi và thiết kế game đầy tham vọng: "mục tiêu cao cả đại diện cho chiến đấu FPS trong môi trường không trọng lực thực tế đã đạt được". Bản preview đã đề cập đặc biệt đến bối cảnh và câu chuyện nền của trò chơi, kết thúc bằng một thách thức đối với nhà phát triển, "Hãy xây dựng một nhượng quyền thương mại".
Tháng 3 năm 2011, gói Last Stand được cung cấp dưới dạng nội dung tải về. Bản mở rộng này bổ sung thêm tính năng chơi đơn và co-op trực tuyến, cũng như mục chơi mới.
Tháng 8 năm 2014, trò chơi đã bị xóa khỏi cửa hàng Steam, do Futuremark thiếu thời gian, hai năm sau khi công ty được Rovio Entertainment mua lại, tuy nhiên, người chơi vẫn có thể sử dụng các khóa mua từ người bán lại để tải xuống và chơi game từ Steam.

## Đón nhận
Tại Metacritic, nơi chỉ định điểm đánh giá trên 100 cho các bài đánh giá từ các nhà phê bình được chọn, Shattered Horizon đã nhận được điểm số 72/100 cho biết "các bài đánh giá trái chiều hoặc trung bình".
GameSpot chấm Shattered Horizon 7.5/10 điểm, ca ngợi khả năng xử lý chuyển động không trọng lực, môi trường khí quyển và cơ chế chiến đấu độc đáo và sâu sắc, nhưng chỉ trích yêu cầu hệ thống (đặc biệt là yêu cầu DirectX 10) và thiếu phần chơi đơn, màn chơi và màn hướng dẫn hoặc hỗ trợ bot là những trở ngại chính của nó.
Sau khi ra mắt, nhà phát triển Futuremark Games Studio đã giải quyết một số chỉ trích phổ biến bằng cách phát hành một số bản cập nhật miễn phí cho trò chơi. Gói bản đồ Moonrise phát hành ngày 16 tháng 2 năm 2010 đã thêm bốn màn chơi mới, gói vũ khí Firepower được phát hành ngày 5 tháng 5 năm 2010 giới thiệu thêm loại vũ khí và lựu đạn mới và gói Last Stand phát hành ngày 17 tháng 3 năm 2011 giới thiệu các tùy chọn chơi đơn với bot và một chế độ chơi mới.